# Waldemar Scheithauer

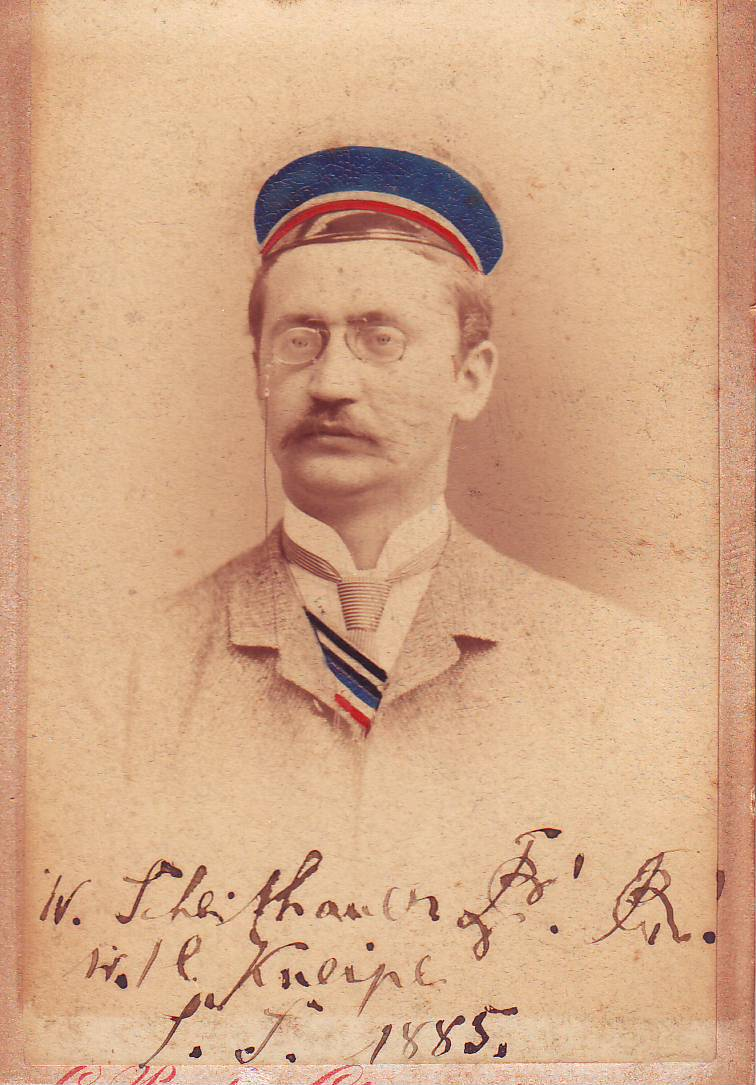
Waldemar Scheithauer, 1885

Waldemar Scheithauer (* 23. Februar 1864 in Gaumnitz; † 13. August 1942 in Naumburg (Saale)) war ein deutscher Industrieller und Generaldirektor der Werschen-Weißenfelser Braunkohlen AG.

## Leben
Scheithauer, Sohn eines Gutsbesitzers, besuchte die Dorfschule in Gladitz bei Gaumnitz, das Prorealgymnasium in Naumburg und das Realgymnasium in Halle (Saale), wo er Ostern 1883 das Abitur absolvierte. Er studierte Chemie in Halle und Heidelberg, wo er Mitglied der Corps Borussia Halle und Rhenania Heidelberg war. Nach der Promotion zum Dr. phil. in Heidelberg (1887) begann er seine berufliche Laufbahn als Assistent an der Technischen Hochschule in Karlsruhe. 1888 wurde er Chemiker in der Mineralöl- und Paraffinindustrie der Provinz Sachsen, 1898 technischer Direktor und Vorstandsmitglied der Waldauer Braunkohlen-Industrie AG in Zeitz, 1911 nach deren Fusion in gleicher Eigenschaft bei der Werschen-Weißenfelser Braunkohlen AG in Halle (Saale). Seit 1917 war er deren Generaldirektor. 1925 trat er in den Ruhestand.
Scheithauer war Mitbegründer des Braunkohlenforschungsinstituts in Freiberg, Mitglied des Aufsichtsrats der Anhaltischen Kohlenwerke (Halle), der Sauerstoffwerke in Werschen, der Mitteldeutschen Verlags AG (Halle) und 1911–1918 Vorstandsmitglied des Vereins Deutscher Chemiker. Er starb 1942 in Naumburg und wurde dort auf dem Friedhof an der Weißenfelser Straße beigesetzt (Grabstätte noch vorhanden).

## Auszeichnungen
Scheithauer war Ehrensenator der Universität Halle, Dr.-Ing. h. c. der Bergakademie Freiberg und Dr. rer. nat. h. c. der Universität Heidelberg (1936). Der Deutsche Braunkohlen-Industrie-Verein in Halle (Saale) ernannte ihn am 19. Juni 1925 zu seinem Ehrenmitglied, ebenso der Hallesche Bergwerksverein.

## Werke
- Die Fabrikation der Mineralöle und des Paraffins aus Schwelkohle, Schiefer sowie die Herstellung der Kerzen und des Ölgases (= Handbuch der chemischen Technologie 1), Braunschweig 1895
- Die Braunkohlenteerprodukte und das Ölgas. 1907, 2. Auflage 1923
- Die Schwelteere, ihre Gewinnung und Verarbeitung (= Chemische Technologie in Einzeldarstellungen 2), 2. Auflage, Leipzig 1922